# Клебер ді Соуза Фрейтас
Клебер (порт. Kléber), повне ім'я — Клебер Жіакомансе ді Соуза Фрейтас порт. Kléber Giacomance de Souza Freitas, *12 серпня 1983, Озаску, штат Сан-Паулу, Бразилія) — бразильський футболіст, нападник клубу «Корітіба».

## Титули та досягнення
- Чемпіон світу (U-20): 2003
- Чемпіон України: 2004, 2007
- Кубок України: 2005, 2006 і 2007
- Суперкубок України: 2004, 2006, 2007
- Чемпіон штату Сан-Паулу: 2008
- Чемпіон штату Мінас-Жерайс: 2009